# Azjatycka Konferencja Socjalistyczna
Azjatycka Konferencja Socjalistyczna – organizacja funkcjonująca w latach 1953-1960, zrzeszająca azjatyckie partie socjalistyczne z siedzibą w Rangunie. Sekretarzem generalnym organizacji był birmański polityk i drugi premier w historii tego kraju – Ba Swe. Organizacja podczas swojej działalności zorganizowała dwie konferencje. Pierwsza, założycielska konferencja odbyła się w styczniu 1953 w stolicy Birmy. Druga konferencja została zorganizowana trzy lata później w Bombaju. Według dotępnych źródeł organizacja w 1956 roku zrzeszała około poł miliona członków.

## Ugrupowania biorące udział w konferencjach
- Birma: Socjalistyczna Partia Birmy
- Egipt: Młody Egipt
- Indie: Socjalistyczna Partia Praja
- Indonezja: Indonezyjska Partia Socjalistyczna
- Izrael: Mapai
- Japonia: Japońska Partia Socjalistyczna
- Liban: Socjalistyczna Partia Postępu
- Federacja Malajska: Panmalajska Partia Pracy
- Pakistan: Pakistańska Partia Socjalistyczna